# علي الجربي
علي أسعد الجربي (1903 - 1969) سياسي ليبي. تولى منصب أول وزير دفاع في ليبيا بعد الاستقلال عام 1951.

## حياته
ولد عام 1903 في مدينة درنة، ثم ذهب إلى تركيا للدراسة، وعاش في إسطنبول من 1911 إلى 1923، ثم عاد إلى مدينته وعمل بالتدريس. أجاد خمس لغات العربية، والإيطالية، والفرنسية، والإنجليزية، والتركية. ساهم في الأنشطة الثقافية، والفنية، والرياضية في مدينته.

## وظائفه
- مدير الشؤون العربية في متصرفية درنة عام 1927 أيام الاحتلال الإيطالي، وظل في هذا المنصب حتى عام 1936 عندما أصبح سكرتير الشؤون العربية في بلدية درنة.
- عميد بلدية درنة عام 1940 خلال الاحتلال البريطاني الأول، ثم ذهب إلى مصر بعد الانسحاب المؤقت للبريطانيين، وأصبح مستشاراً للأمير إدريس السنوسي ما بين 1942، و1944.
- بعد الحرب عُين مديراً لمعارف برقة سنة 1944 أيام الإدارة البريطانية.
- تولى منصب نائب سكرتير مجلس التنمية في الإدارة البريطانية.

## الوزارات
أصبح وزيراً للموصلات والأشغال العامة في إمارة برقة في حكومات فتحي الكيخيا، وعمر منصور الكيخيا، ومحمد الساقزلي من سبتمبر 1949 وحتى يوليو 1950 عندما أصبح ممثل برقة في المجلس الاستشاري للأمم المتحدة الخاص بليبيا.
قبيل الاستقلال عام 1951 أصبح وزيراً للخارجية والصحة من 29 مارس إلى 17 أبريل 1951 في الحكومة المؤقتة التي رأسها محمود المنتصر، ثم أصبح من 17 أبريل وزيراً للخارجية والعدل (خلفاً لمحمود المنتصر في العدل، في أن أن محمد بن عثمان خلفه في وزارة الصحة.
بعد الاستقلال أصبح أول وزيرٍ للدفاع في الحكومة التي رأسها محمود المنتصر من 24 ديسمبر 1951 إلى 19 فبراير 1954.
سعى أثناء توليه وزارته إلى تأسيس الجيش الليبي معتمداً على ما تبقى من الجيش السنوسي الذي شارك مع الحلفاء في الحرب العالمية الثانية، كما قام بإيفاد بعثات إلى تركيا، والعراق للتدريب العسكري، كما قام بتأسيس الكلية العسكرية ببنغازي. كما زار مصر، والعراق لطلب العون منهما تجنباً لـتأجير القواعد العسكرية، لكنه لم ينجح في مسعاه.

## بعد الوزارة
- تولى منصب سفير ليبيا في تركيا، ومنصب سفير ليبي غير مقيم في العراق بين عامي 1954-1961.
- تولى منصب سفير ليبيا في فرنسا، 1961-1967.
- توفي في 19 أبريل 1969.